# Varga Sándor (történész)
Varga Sándor (Komárom, 1942. november 6. –) szlovákiai magyar történész, levéltáros, politikus.

## Élete
Édesapja komáromi református családból származott, aki kereskedelmi tanonciskolát végzett, majd mint kereskedősegéd Komáromban dolgozott. 1932-ben önállósult. Hetényen telepedett le és nyitott egy vegyeskereskedést. 1935-ben megnősült, felesége Érsekkétyből származott. 
1959-ben a komáromi magyar gimnáziumban érettségizett, majd a nyitrai Pedagógiai Főiskolán tanult, végül 1966-ban a pozsonyi Comenius Egyetemen szerzett történelem–levéltáros szakos oklevelet. 1975-től bölcsészdoktor. 1968–1970 között a Csemadok KB titkára, majd szakelőadója. 1971–1989 között a pozsonyi Állami Központi Levéltár munkatársa.
1989. decemberétől 1990 júniusáig a szlovák kormány miniszterelnök-helyettese. 1990. július 1-jétől 1993-ig ismét az Állami Központi Levéltár dolgozója. 1994-től a Csemadok Országos Tanácsának levéltárosa, 1995–2005 között az Illyés Közalapítvány Kuratóriumának szlovákiai titkára volt.
Diákként tevékenyen bekapcsolódott a szlovákiai magyar ifjúsági szerveződésekbe. 1968-1969-ben alapító elnöke volt a Magyar Ifjúsági Szövetségnek. 1978–1989 között tagja volt a Csehszlovákiai Magyar Kisebbség Jogvédő Bizottságának. 1990-1991-ben a Független Magyar Kezdeményezés pozsonyi parlamenti képviselője. 1991-ben létrehozta a rövid életű Nemzetiségi Dokumentációs Centrumot.
Az 1970-es évektől technikatörténeti dolgozatokat is közölt, többek között a prágai Sborník poštovního muzea-ban.

## Művei
- 1977 Začiatky a rozšírenie telegrafu na Slovensku 1847-1886. In: Z dejín vied a techniky na Slovensku. Bratislava
- 1979 Zavádzanie a rozšírenie telefónu na Slovensku (1884-1918). In: Z dejín vied a techniky na Slovensku. Bratislava
- 1990 Csehszlovákiai magyar ifjúsági klubmozgalom az 1960-as években. Regio I/2, 161-166.
- 1991 Od poslov k rýchlovozom. Pošty a poštovníctvo na našom území. Historická revue 2/10
- 1998 Pošty a poštmajstri na Slovensku v 16.-17. storočí. Pamiatky a múzeá 1998/4, 8-13.
- 2004 A Csemadok. In: Fazekas József - Hunčík Péter (szerk.): Magyarok Szlovákiában I. (1989-2004) Összefoglaló jelentés. Somorja-Dunaszerdahely.

## További irodalom
- Lacza Tihamér (szerk.): A tudomány szolgálatában, Fórum Kisebbségkutató Intézet, 2010
- Popély Árpád 2008: 1968 és a csehszlovákiai magyarság - Fontes Historiae Hungarorum 3. Somorja.